# いのちを語り継ぐ美術館
いのちを語り継ぐ美術館（いのちをかたりつぐびじゅつかん）は、茨城県常総市に所在する私立美術館である。

## 概要
2011年6月26日に開館した。広島市への原子爆弾投下により命を奪われた人々の無念さを語り継ぐための絵画などが展示されている。
創設者は画家の山﨑理恵子であり、「広島や長崎だけでなく関東地方でも、原爆被害者の鎮魂の場を作りたい」と仲間を集め開館した。
山﨑が主宰を務めた「原爆ドーム合作絵画の会」による不特定多数の人々が参加した合作絵画など数点が並べられ、平和への想いを願う場となっている。

## 人物
- 館長 - 田中清士[5]
- 委員長 - 山﨑理恵子（画家）[3]

## 交通アクセス
- 自家用車の場合、常磐自動車道谷和原インターチェンジより国道294号を筑西市方面に直進した後、県道357号を約4km直進。
- 鉄道の場合、関東鉄道常総線水海道駅より徒歩10分。